# Gwen Torrence
Gwendolyn Lenna »Gwen« Torrence, ameriška atletinja, * 12. junij 1965, Atlanta, ZDA.
Nastopila je na olimpijskih igrah v letih 1988, 1992 in 1996 ter osvojila naslov olimpijske prvakinje v teku na 200 m leta 1992 ter dva zaporedna naslova v štafeti 4×100 m. Ob tem je osvojila še srebrno medaljo v štafeti 4×400 m in bron v teku na 100 m. Na svetovnih prvenstvih je v letih 1991, 1993 in 1995 osvojila naslov prvaka v teku na 100 m ter štafetah 4×100 m in 4×400 m, ob tem pa še štiri srebrne in eno bronasto medaljo. 